# Buen día, Colombia
Buen día, Colombia es un programa de variedades, entretenimiento y farándula que se emite de lunes a viernes de 9:30 a. m. a 12:30 p. m. en el Canal RCN.
Es el reemplazo de Nuestra Casa, y su formato es muy similar, pues transmiten noticias, recetas de cocina, consejos del hogar entre otros temas relacionados con la familia colombiana. 
El programa ha tenido varios presentadores principales: Violeta Bergonzi, Ana Karina Soto, Orlando Liñán, Andrés López, Margalida Castro. El 4 de septiembre de 2023, Viena Ruiz es incorporada al programa, hasta su salida en marzo de 2025. En 2025 se incorporan María Mercedes Ruiz y Sandra Bohórquez. 

## Presentadores

### Actuales
- Ana Karina Soto (2021-actual)
- Orlando Liñán (2021-actual)
- Andrés López (2021-actual)
- Luz Dary Cogollo 'Mamá Luz' (2021- actual)
- Edison Lozano (2024-actual)
- Sandra Bohórquez (2025-actual)
- María Mercedes Ruiz (2025-actual)

### Anteriores
- Mauricio Vélez (2021-2023)[4]
- Margalida Castro  (2021-2022)[5]
- Violeta Bergonzi (2021-2024)[6]
- Viena Ruiz (2023-2025)[7]
- George Pinzón (2023-2024)[8]
- Natalia Sanint (2025)[9]